# Condado de La Marck
El Condado de La Marck o de Mark (en alemán: Grafschaft Mark, en francés: Comté de La Marck coloquialmente conocido como Die Mark) fue un condado y estado del Sacro Imperio Romano Germánico en el Círculo de Baja Renania-Westfalia. Se encontraba a ambos lados del río Ruhr a lo largo de los ríos Volme y Lenne.
Los Condes de La Marck se encontraban entre los señores de Westfalia más poderosos e influyentes en el Sacro Imperio Romano Germánico. El nombre de Mark se mantiene en el presente distrito de La Marck en las tierras al sur del río Ruhr en Renania del Norte-Westfalia, Alemania. La parte septentrional (al norte del río Lippe) todavía es llamada Hohe Mark ("Alto Mark"), mientras que el anterior "Bajo Mark" (entre los ríos Ruhr y Lippe) es, en mayor parte, fusionado con la presente Región del Ruhr.

## Geografía
El Condado de la Mark abarcaba una superficie de aproximadamente 3.000 km² y se extendía entre los ríos Lippe y Agger (de norte a sur) y entre Gelsenkirchen y Bad Sassendorf (de oeste a este) por unos 75 km. El río Ruhr fluyendo de este a oeste separaba el condado en dos regiones diferentes: al norte, las fértiles tierras bajas de Hellweg-Börde; y al sur las colinas del Süderbergland (Sauerland). En la dirección sur-norte la parte meridional del condado estaba travesado por el Lenne. En la región del Bajo Lenne se encontraba el Condado de Limburgo (1243-1808), un feudo de Berg.
La sede de los Condes de Mark, von de Marck o de la Marck, fue originalmente Burg Altena en la región de Sauerland, pero se trasladó a Burg Mark cerca de Hamm en la década de 1220. El condado estaba bordeado por Vest Recklinghausen, el Condado de Dortmund, el Obispado de Münster, el Condado de Limburgo, la Abadía de Werden, y la Abadía de Essen.

## Escudo de armas

Escudo

El escudo de armas del condado era "de Oro, con faja ajedrezada de gules y argén de tres tiras". Estas armas han sido utilizadas por la ciudad de Hamm desde 1226. Muchos otros lugares de la región incluyen la faja ajedrezada roja y blanca en sus armas como referencia al condado y a menudo a sus fundadores.

## Historia

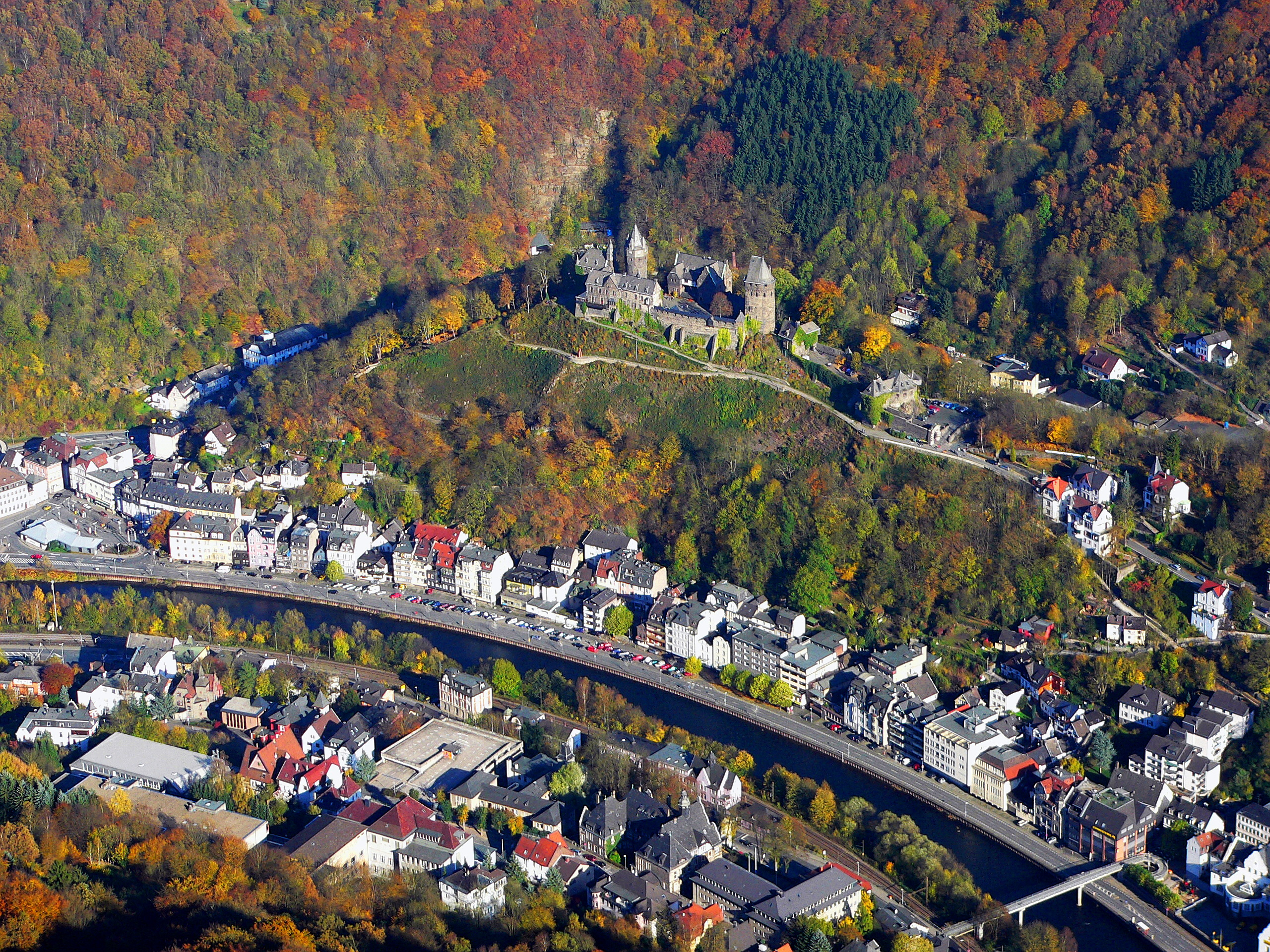
Vista del Castillo de Altena y del río Lenne en Altena.

Originalmente perteneciente a una línea colateral de los condes de Berg en Altena, el territorio emergió bajo el nombre de Berg-Altena en 1160. Sobre 1198 el Conde Federico I adquirió el Mark Oberhof, una parroquia (Feldmark) en el territorio de los Edelherren de Rüdenberg, tributarios del arzobispo de Colonia Felipe von Heinsberg. Federico aquí tenía el Castillo de Mark (Burg Mark) erigido como la residencia de los nuevos "Condes de la Mark". La cercana ciudad de Hamm fue fundada por su hijo el Conde Adolfo I en 1226; pronto se convirtió en el asentamiento más importante del condado y a menudo fue utilizada como residencia.
En la Batalla de Worringen de 1288, el Conde Eberhard II luchó al lado del Duque Juan I de Brabante y el Conde Adolfo V de Berg contra su señor, el arzobispo de Colonia Sigfrido II de Westerburg, duque titular de Westfalia. Como Brabante y sus aliados salieron victoriosos, el Condado de Mark ganó la supremacía en Westfalia meridional y se convirtió en independiente del Arzobispado de Colonia. El territorio de Mark fue durante largo tiempo restringido a las tierras entre los ríos Ruhr y Lippe ("Bajo Mark"). Nuevos territorios en el norte ("Alto Mark") fueron ganados durante el siglo XIV en guerras contra el Obispado Principesco de Münster.
En 1332 el Conde Adolfo II se casó con Margarita, la hija del Conde Dietrich VIII de Cléveris. El hijo menor de Adolfo, Adolfo III, a la muerte del hermano de Dietrich, el Conde Juan, adquirió el Condado de Cléveris en la margen occidental del Rin en 1368. En 1391 Adolfo III también heredó Mark de su hermano mayor Engelbert III y unió ambos condados como "Cléveris-Mark" en 1394.
En 1509 el heredero al trono de Cléveris-Mark Juan III el Pacífico se casó con María, la hija del Duque Guillermo IV de Berg y Jülich. En 1511 sucedió a su suegro en Jülich-Berg y en 1521 a su padre en Cléveris-Mark, resultando en el gobierno de casi todos los territorios en la presente Renania del Norte-Westfalia en unión personal, con excepción de los estados eclesiásticos. La dinastía Jülich-Cléveris-Berg se extinguió en 1609, cuando murió el insano último duque Juan Guillermo. Siguió una larga disputa sobre la sucesión, antes de que el territorio de Mark conjuntamente con Cléveris y Ravensberg fueran concedidos al Elector de Brandeburgo Juan Segismundo de Hohenzollern por el Tratado de Xanten de 1614 (generalmente aceptado en 1666). Después se convirtió en parte del Reino de Prusia después de 1701.
En 1807 el Condado de Mark pasó de Prusia a Francia en el Tratado de Tilsit. En 1808 Napoleón entonces dio Mark al elevado Gran Ducado de Berg, que fue dividido en cuatro departamentos en la línea de la Francia Napoleónica. Mark estaba en el Departamento del Ruhr hasta el colapso del poder francés en 1813, cuando volvió a Prusia.
La reforma administrativa prusiana del 30 de abril de 1815 situó a Mark dentro del Regierungsbezirk Arnsberg, Provincia de Westfalia. Los soberanos Hohenzollern prusianos permanecieron Condes del "Condado prusiano de la Mark" hasta 1918. El "Condado de la Mark" no tiene ya ningún significado oficial, pero es utilizado informalmente para referirse a la región en Renania del Norte-Westfalia.

## Condes de la Mark

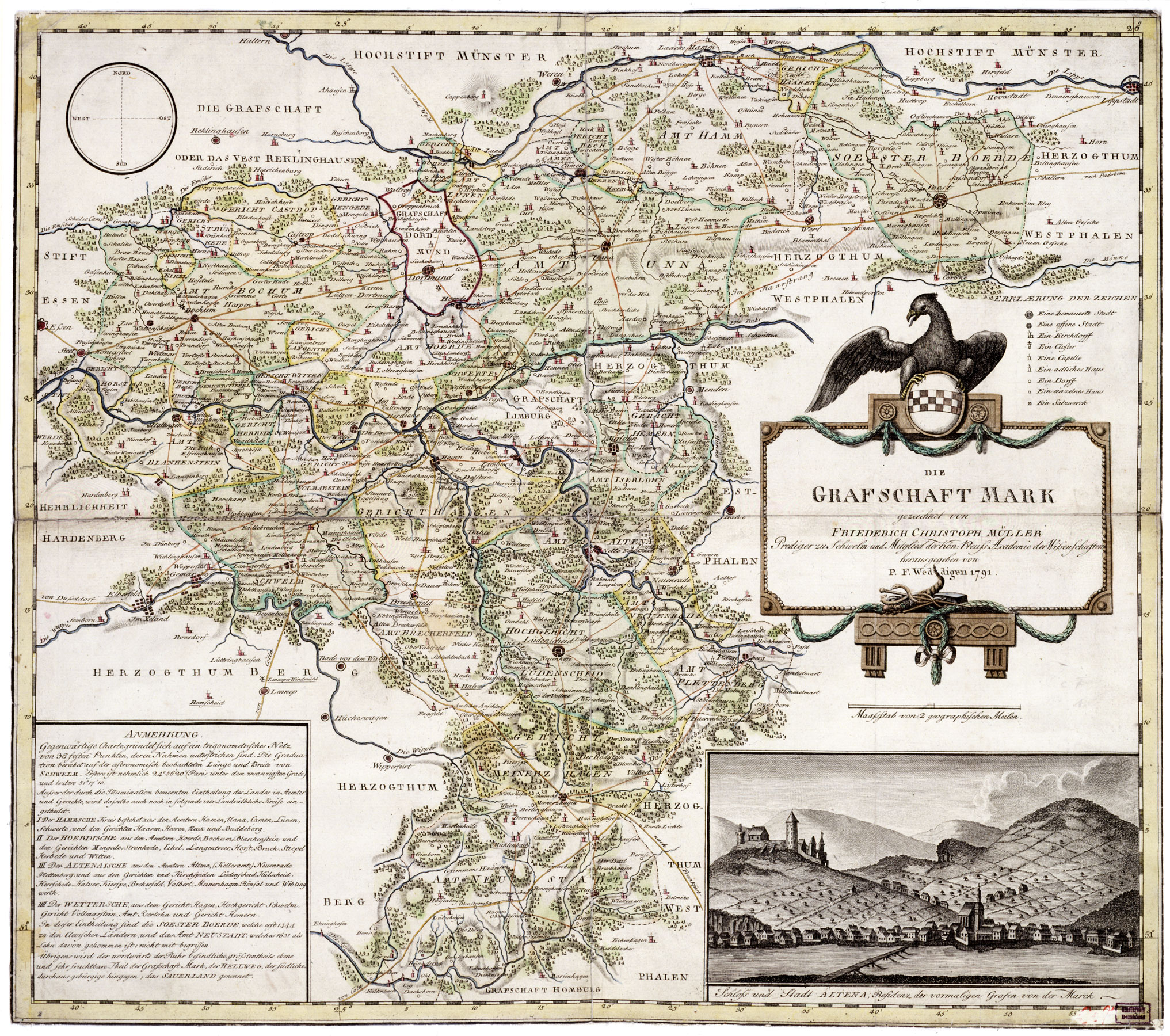
Un mapa de 1791 del Condado de Mark por el cartógrafo alemán Friedrich Christoph Müller (1751-1808).

La Casa de La Marck es una rama cadete de la dinastía Berg. Otra línea superviviente de la Casa de Berg (más antigua pero menos prominente en la historia europea) se convirtieron en condes de Isenberg, después condes de Limburgo y Limburg Styrum. 
- 1160-1180 Eberhard I, conde de Berg-Altena, hijo del Conde Adolfo IV de Berg
- 1180-1198 Federico I, conde de Berg-Altena-Mark, hijo
- 1198-1249 Adolfo I, hijo de Federico I (primer Conde de la Casa en nombrarse a sí mismo Conde de La Marck en 1202; apenas utiliza los títulos de Berg y Altena).
- 1249-1277 Engelbert I
- 1277-1308 Eberhard II
- 1308-1328 Engelbert II
- 1328-1347 Adolfo II
- 1347-1391 Engelbert III
- 1391-1393 Adolfo III, hermano de Engelbert III, Conde de Cléveris desde 1368 y anterior Obispo de Münster y Arzobispo de Colonia
- 1393-1398 Dietrich
- 1398-1448 Adolfo IV, hijo de Adolfo III, también Conde de Cléveris 1394-1417, Duque de Cléveris 1417-1448
- 1437-1461 Gerardo, hermano de Adolfo IV - Regente en el Condado, no le fue permitido utilizar el título de Conde de la Mark por propio derecho.
- 1448-1481 Juan I, hijo de Adolfo IV, también Duque de Cléveris desde 1448
- 1481-1521 Juan II, hijo, también Duque de Cléveris
- 1521-1539 Juan III "el Pacífico", hijo, también Duque de Jülich-Berg desde 1511
- 1539-1592 Guillermo "el Rico", hijo, también Duque de Jülich-Berg, Duque de Güeldres 1538-1543
- 1592-1609 Juan Guillermo, hijo, también Duque de Jülich-Berg

Línea extinta

### Casa de Hohenzollern
- 1614-1619 Juan Segismundo de Hohenzollern
- 1619-1640 Jorge Guillermo, hijo
- 1640-1688 Federico Guillermo I, hijo
- 1688-1713 Federico I, hijo, Rey en Prusia desde 1701
- 1713-1740 Federico Guillermo I, hijo, Rey en Prusia
- 1740-1786 Federico II, hijo, Rey de Prusia desde 1772
- 1786-1797 Federico Guillermo II, sobrino, Rey de Prusia
- 1797-1807 Federico Guillermo III, Rey de Prusia

A Francia por el Tratado de Tilsit de 1807, incorporado al Gran Ducado de Berg